# Hamalijiwka (obwód połtawski)
Hamalijiwka (ukr. Гамаліївка) – wieś na Ukrainie, w obwodzie połtawskim, w rejonie myrhorodzkim, w hromadzie Łochwycia. W 2001 liczyła 388 mieszkańców.